# Île de Pemanggil
L'île Pemanggil (en malais : Pulau Pemanggil) est une île malaise de l'archipel Seribuat dans la mer de Chine méridionale. Elle appartient à l'État de Johor.